# Aphodius punctipennis
Aphodius punctipennis là một loài bọ cánh cứng trong họ Bọ hung (Scarabaeidae).